# Fräulein Wunder
Fräulein Wunder – niemiecka grupa muzyczna (a konkretnie girlsband) powstała w 2006 grająca muzykę z gatunków pop rocka i punk rocka z elementami electro.

## Skład
- Chanty (Jana Chantal Franziska) Loch (ur. 29 października 1990) - wokal[4]
- Kerstin Klein (ur. 24 listopada 1990) - gitara elektryczna[5]
- Steffy (Stefanie) Spänkuch (ur. 15 sierpnia 1989) - gitara basowa[6]
- Pia (ur. 15 maja 1991) - perkusja[7]

## Dyskografia

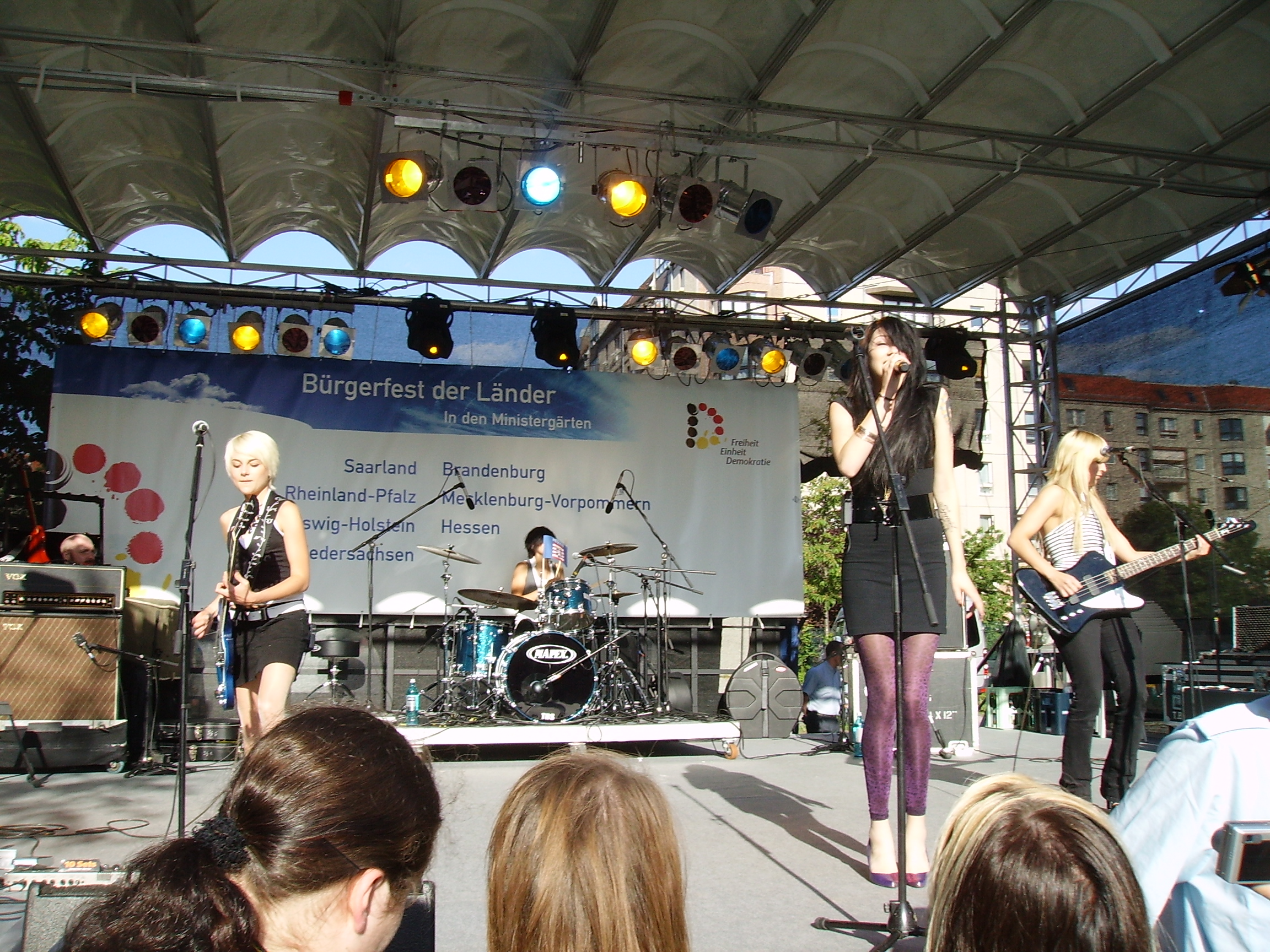
Zespół podczas koncertu na Ministergärten w Berlinie w 2009

### Albumy
- Fräulein Wunder (29 sierpnia 2008[8])

### Single
- Wenn ich ein Junge wär (2008)
- Mein Herz ist Gift für Dich (2008)
- Sternradio (2009)